# Pidžin
Pidžin je souhrnný název pro dorozumívací jazyky, jejichž slovní zásoba i gramatika je založena na alespoň dvou (někdy ovšem i více) jazycích, vznikají především při kontaktu etnik obchodujících spolu nebo při kontaktu s kolonizátory. Takovéto jazyky mají tedy mj. charakter mezinárodního pomocného jazyka. Pidžinizované jazyky mají zjednodušenou a rozvolněnou gramatiku. Pidžinizované jazyky nemohou být nikdy mateřštinou, mohou se ovšem v mateřštinu vyvinout kreolizací. Například koncem 18. století se osvobození otroci mluvící různými jazyky sešli ve Freetownu a dorozumívali se pidžinizovanou angličtinou. Příští generace pro ni však vytvořila plnohodnotnou gramatiku a slovní zásobu (proces kreolizace) a vznikl nový jazyk krío. Podobným procesem pidžinizace a následné kreolizace vznikly pravděpodobně románské jazyky z latiny.
Pidžinizované jazyky existují po určitou dobu, pominou-li determinující aspekty, pidžin mizí. Někteří lingvisté (např. H. Ekkehard Wolf) odmítají považovat pidžiny za nedokonalé jazyky, ale dokazují, že mnohé pidžiny používají podobných jazykových nástrojů a jejich „nedokonalost“ odpovídá jejich funkci.

## Příklady pidžinů
- Pidžin: původně výraz pro angličtinu používanou k dorozumívání s kolonizátory na Nové Guineji. Výraz pidgin pocházel pravděpodobně ze zkomoleného business. Později se jako pidžin angličtina začaly všeobecně označovat zjednodušené formy dorozumívací angličtiny v Africe nebo Asii.
- Lingua franca: italština smíšená s ostatními románskými jazyky a řečtinou a arabštinou, používala se v oblastech okolo Středozemního moře od středověku až do 19. stol. Výraz „franca“ pocházel z toho, že Arabové označovali ve středověku všechny Evropany jako Franky. Dnes je termín lingua franca používán pro jazyk, který si mluvčí různých jazyků zvolí ve své oblasti jako hlavní jazyk dorozumívací (jde tedy o plnohodnotný jazyk), například španělština mezi Indiány Jižní Ameriky nebo svahilština na východoafrickém pobřeží či hauština v Nigérii a Nigeru.
- Lingua géral: směs černošských jazyků a portugalštiny, užívá se v Brazílii
- Petit-negre: pidžinizovaná francouzština v západní Africe
- Tây Bồi: pidžinizovaná francouzština ve Francouzské Indočíně
- Barikanci: pidžinizovaná hauština
- Západogrónský pidžin: pidžinizovaná grónština
- Asmara: pidžinizovaná italština v Eritreji
- Baskicko-islandský pidžin: pidžinizovaná jazyk baskických mořeplavců a velrybářů z Islandu
- Mezinárodní znakový systém vznikl z různých národních znakových jazyků a používá se oficiálně na mezinárodních setkáních.